# Kompania kolarzy w 1939
Kompania kolarzy (kkol.) – pododdział piechoty Wojska Polskiego II RP wyposażony w rowery.
Kompania kolarzy występowała w strukturze dywizji piechoty wyłącznie na stopie wojennej. Była, obok szwadronu kawalerii dywizyjnej, pododdziałem rozpoznawczym dywizji piechoty. Kompanię wraz z uzupełnieniem marszowym formował jeden z trzech pułków piechoty każdej dywizji. Kompania kolarzy pod względem gospodarczym była samodzielnym pododdziałem. Po zużyciu zapasów, jakie otrzymała w czasie mobilizacji, musiała sama zaopatrywać się w żywność i paszę w drodze zakupów.

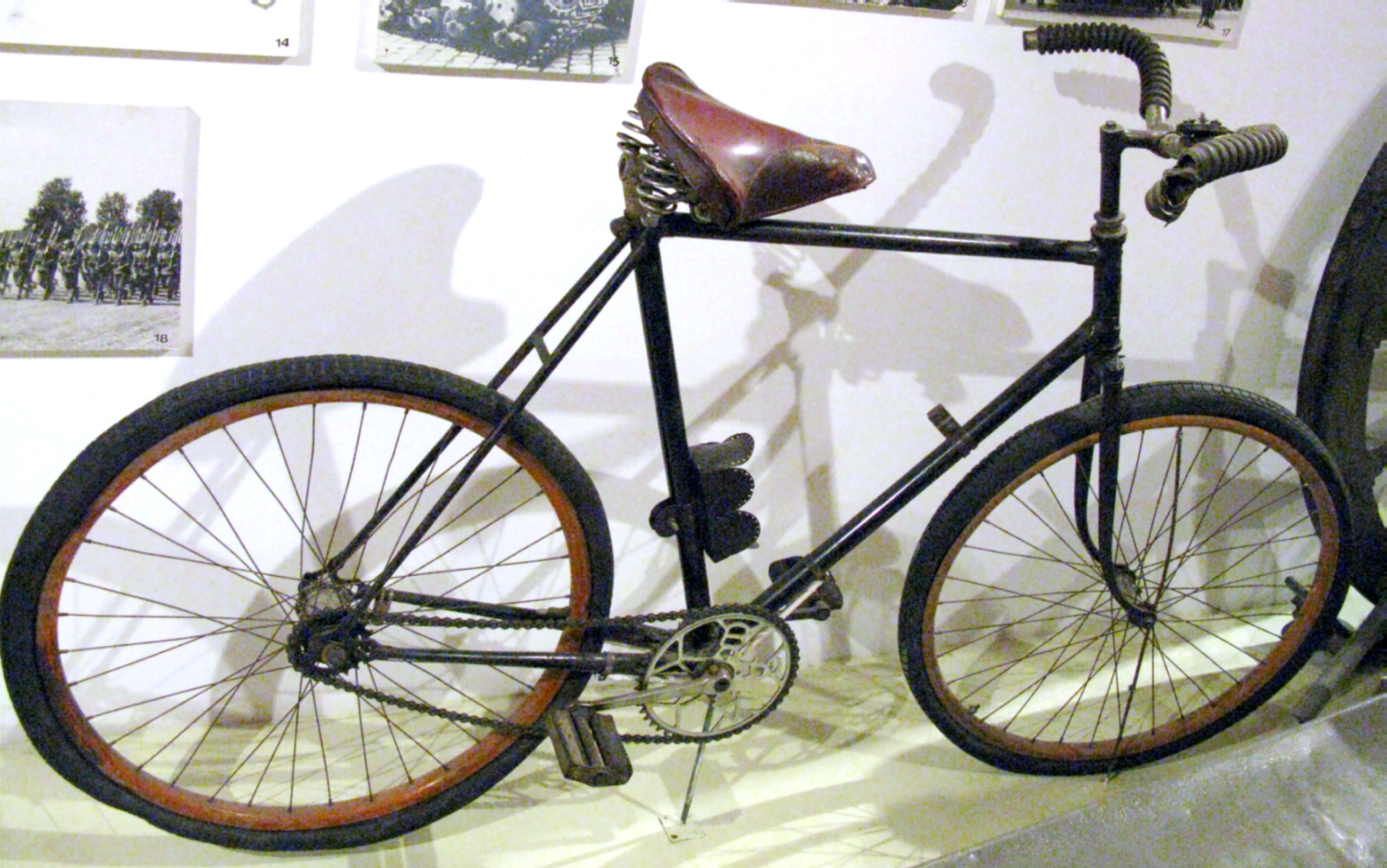
rower firmy Kamińskiego z Warszawy, używany w pododdziałach kolarzy WP

Struktura organizacyjna kompanii kolarzy była następująca:
- dowódca kompanii (kpt./por.)
- poczet dowódcy
  - szef kompanii – dowódca pocztu
  - 2 podoficerów
  - 2 sanitariuszy
  - 2 gońców
  - patrol telefoniczny (1 + 2)
  - pisarz
  - kierowca motocykla dowódcy kompanii
- trzy plutony strzeleckie, w każdym
  - dowódca plutonu (por. / ppor.)
  - zastępca dowódcy plutonu (podofic. lub podchor. rez.)
  - obserwator
  - goniec
  - trzy drużyny po 19 żołnierzy, w tym dowódca drużyny i mechanik rowerowy
- drużyna gospodarcza
  - podoficer gospodarczy – dowódca drużyny
  - podoficer broni
  - podoficer sprzętowy
  - 2 kucharzy
  - 2 krawców
  - 2 szewców
  - mechanik rowerowy
  - ordynans dowódcy kompanii
  - 9 woźniców

Razem kompania liczyła 4 oficerów oraz 212 podoficerów i strzelców. Na uzbrojeniu pododdziału znajdowało się między innymi 9 rkm i 2 rakietnice. Ze wspomnień Anatola Trusowa wynika, że oficerowie i podoficerowie funkcyjni nie otrzymali pistoletów, a dwie lornetki posiadali oficerowie służby stałej. Ten sam autor, który kampanię wrześniową odbył na stanowisku dowódcy kompanii kolarzy 28 DP, jednoznacznie stwierdził, że dowodzony przez niego pododdział nie posiadał karabinów przeciwpancernych. Relacja pułkownika Trusowa stoi w sprzeczności z wersją podawaną przez Andrzeja Konstankiewicza, który utrzymuje, że kompanie kolarzy posiadały od 3 do 6 karabinów przeciwpancernych. Kompania wyposażona była w jeden motocykl z koszem (w kompanii nr 13 był to „Sokół 600”), 196 rowerów, 18 koni pociągowych, 7 wozów taborowych parokonnych, jedną kuchnię polową z zaprzęgiem czterokonnym, wyposażenie patrolu telefonicznego. Większość wyposażenia pododdziału pochodziła z mobilizacji (rekwizycji). Cytowany już Anatol Trusow wspomina, że jako zalążek kompanii otrzymał do dyspozycji jednego porucznika, dwóch sierżantów, jednego plutonowego oraz 3 kaprali i 25 kolarzy z pułkowego oddziału zwiadowców uzbrojonych w karabiny i wyposażonych w rowery, a ponadto dwa wozy taborowe, którymi przetransportowano z pułkowego magazynu mobilizacyjnego do miejsca formowania (szkoła u zbiegu ulic Modlińskiej i Toruńskiej w Warszawie) umundurowanie, oporządzenie i broń. Pozostali żołnierze byli rezerwistami. Część z nich nie umiała w ogóle jeździć na rowerze. Rowery były rekwirowane przez funkcjonariuszy Policji Państwowej na szosie modlińskiej, a po przewiezieniu do rejonu formowania były wyposażane w bagażniki i uchwyty na karabiny. Rowery były „różnych marek, a opony o wymiarach, jakie tylko w Polsce były wtedy używane. Najważniejsze jednak, że były >>na chodzie<<”.
W ocenie Anatola Trusowa „kompania nie mogła być zbyt ruchliwa. Jeszcze na szosie, w marszu podróżnym, można było osiągnąć szybkość większą, niż osiągała to kompania strzelecka, jednak w nocy i na bezdrożach zdolność posuwania się kompanii kolarzy była mniejsza”.
Kompaniom nadano dwucyfrowe (w OK X trzycyfrowe) numery, z których pierwsza odpowiadała numerowi okręgu korpusu na terenie, którego była formowana, a druga numer kolejny pododdziału np. kompanie formowane na terenie OK V otrzymały kolejne numery; 51, 52 i 53 dla Grupy Fortecznej Obszaru Warownego „Katowice”, 54 dla 6 DP, 55 dla 21 DPG i 56 dla 23 DP.
| Jednostka macierzysta            | Numer kompanii                                    | Jednostka mobilizująca | Dowódca                        |
| 8 DP                             | kompania kolarzy nr 11                            | 21 pp                  | por. Mieczysław Ptasiński      |
| 18 DP                            | kompania kolarzy nr 12                            | 42 pp                  | por. Zygmunt Enerlich          |
| 28 DP                            | kompania kolarzy nr 13                            | 36 pp                  | por. Anatol Trusow             |
| 41 DP (rez.)                     | kompania kolarzy nr 14                            | 3 batalion strzelców   |                                |
| 39 DP (rez.)                     | kompania kolarzy nr 15                            | 3 batalion strzelców   |                                |
| 3 DP Leg.                        | kompania kolarzy nr 21                            | 8 pp Leg.              | por. rez. Józef Baranowski     |
| 13 DP                            | kompania kolarzy nr 22                            | 44 pp                  | por. Zbigniew Tadeusz Walczyk  |
| 27 DP                            | kompania kolarzy nr 23                            | 24 pp                  |                                |
| 1 DP Leg.                        | kompania kolarzy nr 31                            | 6 pp Leg.              | por. Jerzy Klemens Niemcewicz  |
| 19 DP                            | kompania kolarzy nr 32                            | 77 pp                  |                                |
| 29 DP                            | kompania kolarzy nr 33                            | 81 pp                  |                                |
| 33 DP (rez.)                     | kompania kolarzy nr 34                            | 76 pp                  |                                |
| 7 DP                             | kompania kolarzy nr 41                            | 27 pp                  | por. Zygmunt Szewczyk          |
| 10 DP                            | kompania kolarzy nr 42                            | 3 batalion strzelców   |                                |
| 26 DP                            | kompania kolarzy nr 43                            | 37 pp                  |                                |
| 44 DP (rez.)                     | kompania kolarzy nr 44                            | 18 pp                  | ppor. rez. Edward Beyga        |
| GF OWar. „Katowice” 55 DP (rez.) | kompania kolarzy nr 51 typ spec.                  | KZP „Oświęcim I”       | kpt. Stefan Abramowicz         |
| GF OWar. „Katowice”              | kompania kolarzy nr 52 typ spec.                  | KZP „Oświęcim I”       |                                |
| GF OWar. „Katowice”              | Kompania Kolarzy nr 53 Typ Spec.                  | KZP „Oświęcim I”       | kpt. Ryszard Adolf Kintzi      |
| 6 DP                             | kompania kolarzy nr 54                            | 20 pp                  | por. Tadeusz Hauser            |
| 21 DPG                           | kompania kolarzy nr 55                            | 4 pspodh.              | ppor. Karol Radwański          |
| 23 DP                            | kompania kolarzy nr 56                            | KZP „Oświęcim II”      | kpt. Sylwester Gośliński       |
| 45 DP (rez.)                     | kompania kolarzy nr 57                            | KZP Kraków             |                                |
| 5 DP                             | kompania kolarzy nr 61                            | 19 pp                  | kpt. Kazimierz Józef Korbiński |
| 11 DP                            | kompania kolarzy nr 62                            | 49 pp                  | por. Roman Mazurek             |
| 12 DP                            | kompania kolarzy nr 63                            | 52 pp                  |                                |
| 14 DP                            | kompania kolarzy nr 71                            | 57 pp                  | por. Paweł Jasiński            |
| 17 DP                            | kompania kolarzy nr 72                            | 68 pp                  | por. Lucjan Gmachowski         |
| 25 DP                            | kompania kolarzy nr 73                            | 56 pp                  | por. Antoni Julian Grellus     |
| 4 DP                             | kompania kolarzy nr 81                            | 63 pp                  | por. Ludwik Edmund Czarnecki   |
| 15 DP                            | kompania kolarzy nr 82, szyfr bojowy: Oddział 313 | 62 pp                  | ppor. Gwidon Józef Hadrych     |
| 16 DP                            | kompania kolarzy nr 83                            | 64 pp                  | kpt. Józef Bolesław Buczyński  |
| 9 DP                             | kompania kolarzy nr 91                            | 35 pp                  | kpt. Medard Juszkiewicz        |
| 20 DP                            | kompania kolarzy nr 92                            | 79 pp                  | kpt. Antoni Szokało            |
| 30 DP                            | kompania kolarzy nr 93                            | 82 pp                  | kpt. Jan Sylwester Kruziel     |
| 2 DP Leg.                        | kompania kolarzy nr 101                           | 3 pp Leg.              | ppor. Wacław Jan Bejćer        |
| 22 DPG                           | kompania kolarzy nr 102                           | 5 pspodh.              | por. Edward Berezowski         |
| 24 DP                            | kompania kolarzy nr 103                           | 38 pp                  |                                |
| 36 DP (rez.)                     | kompania kolarzy nr 104                           | 39 pp                  |                                |
| 35 DP (rez.)                     | kompania kolarzy nr?(nie sformowano)              |                        |                                |
| 38 DP (rez.)                     | kompania kolarzy nr?(nie sformowano)              |                        |                                |